# Болонов Селец 2
Боло́нов Селе́ц 2 (бел. Балонаў Сялец 2) — деревня в составе Черноборского сельсовета Быховского района Могилёвской области Республики Беларусь.

## География

### Расположение
В 45 км от Могилёва, в 15 км от железнодорожной станции Семуковичи (железная дорога Могилёв — Осиповичи).

### Водная система
Река Болоновка (приток Друти).

## История
Впервые упоминается в XVIII веке, в составе Быховского графства. В 1883 году деревня в Глухской волости Быховского уезда. В 1897 году работали водяная мельница, питейный дом. В 1905 г. открыт казенный винный магазин, в 1910 — почтово-телеграфное отделение.

## Население
- 1897 год — 998 жителей, 255 дворов
- 1909 год — 1057 жителей, 164 двора
- 1919 год — 1047 жителей
- 2010 год — 32 жителя

## Список домохозяев деревни Болонов-Селец в 1917 году
Оригинальный текст (рус.)
1. Агафия Концевич

2. Акулина Иванова

3. Лаврен Васильев

4. Никита Яковлев

5. Николай Григорьев

6. Сигликития Антонова

7. Фекла Тимофеева

8. Яким Гаврилов

9. Спиридон Антонов

10. Логвин Викторов

11. Фома Викторов

12. Куприян Афанасьев Климонтович

13. Куприян Антонов

14. Лаврен Иванов

15. Давыд Иванов

16. Никон Васильев

17. Сила Титов

18. Наум Павлов

19. Иван Данилов

20. Михаил Стефанов

21. Шевня (?) Шандабор

22. Сафрон Ильев Мельников 1878

23. Евсей Федоров

24. Лукия Антонова

25. Федор Романов

26. Александра Фомова

27. Кондрат Карпов

28. Карп Терентьев

29. Сидор Фадеев

30. Кирилл Никитов

31. Константин Филиппов

32. Филипп Филиппов

33. Тимофей Берлугов

34. Аркадий Шагаев

35. Матрона Тимофеева

36. Савелий Афанасьев

37. Кузьма Николаев

38. Параскева Георгиева

39. Соська Никифорова

40. Еремей Мурашко

41. Марк Ефимов

42. Лазарь Дмитриев

43. Семен Наумов

44. Ульян Давыдов

45. Варвара Васильева

46. Васса Самуилова

47. Игнат Васильев

48. Кондрат Иванов

49. Никифор Ильев

50. Георгий Сергеев

51. Михаил Васильев

52. Сигликития Иванова

53. Исай Иванов

54. Наталия Яковлева

55. Илья Алексеев

56. Митрофан Андреев

57. Иван Андреев

58. Алексей Андреев

59. Василий Стефанов

60. Тарас Евстафьев

61. Филипп Евстафьев

62. Мина Яковлев

63. Павел Яковлев

64. Фекла Яковлева

65. Анна Васильева

66. Евдокия Минова

67. Григорий Иванов

68. Никифор Ивов

69. Ульяна Тимофеева

70. Агафия Григорьева

71. Акула Захаров 75

72. Ефрем Ковалев

73. Зеновия Васильева

74. Параскева Иванова

75. Ясон Дмитриев

76. Совка Каган

77. Савелий Антонов

78. Рохля Каган

79. Пелагия Аксенова

80. Василий Павлов

81. Евгения Минова

82. Мирон Бондарев

83. Моисей Макаров

84. Евстафий Макаров

85. Феодора Филиппова

86. Артем Дорошко

87. Параскева Сергеева

88. Сергей Карпов

89. Константин Павлов

90. Сидор Павлов

91. Олимпий Антонов

92. Петр Терентьев

93. Максим Антонов

94. Артем Максимов Макаревич 00

95. Яков Константинов

96. Анна Семенова

97. Дария Антонова

98. Никифор Максимов Степанов 1866

99. Акулина Стефанова

100. Велка Шифран

101. Гирша Дилин

102. Гликерия Аврамова

103. Пелагия Аврамова

104. Петр Михайлов Новиков 00

105. Шлема Димис

106. Баса Каган

107. Матрона Близнева

108. Дмитрий Георгиев Князев 1873

109. Мирон Шагаев

110. Парфен Михайлов

111. Георгий Михайлов Харламов 1872

112. Карп Михайлов

113. Антон Кондратов

114. Моисей Давыдов

115. Архип Филиппов

116. Олимпий Фомов

117. Самуил Филимонов

118. Аникей Данилов

119. Архип Михайлов

120. Ефрем Михайлов

121. Ефим Михайлов

122. Семен Водич

123. Марфа Солдатова

124. Рохва Водич

125. Феодосия Водич

126. Филипп Стефанов

127. Яков Антонов

128. Анастасия Павлова

129. Анисим Давыдов

130. Агей Филимонов

131. Агафия Демидова

132. Агей Филиппов

133. Марфа Васильева

134. Артем Лазаренко

135. Филипп Ковалев

136. Демьян Давыдов

137. Матрона Игнатова

138. Макей Антонов Балахонов 95

139. Иларион Фадеев

140. Марк Фадеев

141. Сара Каган

142. Наталия Васильева

143. Прокоп Лубьяков

144. Иван Иванов

145. Федос Силов

146. Мирон Васильев

147. Варвара Силова

148. Фрол Васильев

149. Мария Радионова

150. Савелий Васильев

151. Елисей Михайлов

152. Михаил Михайлов

153. Трофим Ефремов

154. Ерофей Устинов

155. Митрофан Корнеев

156. Ефимия Евстафьева

157. Евдоким Клепча

158. Зеновия Спиридонова

## Галерея

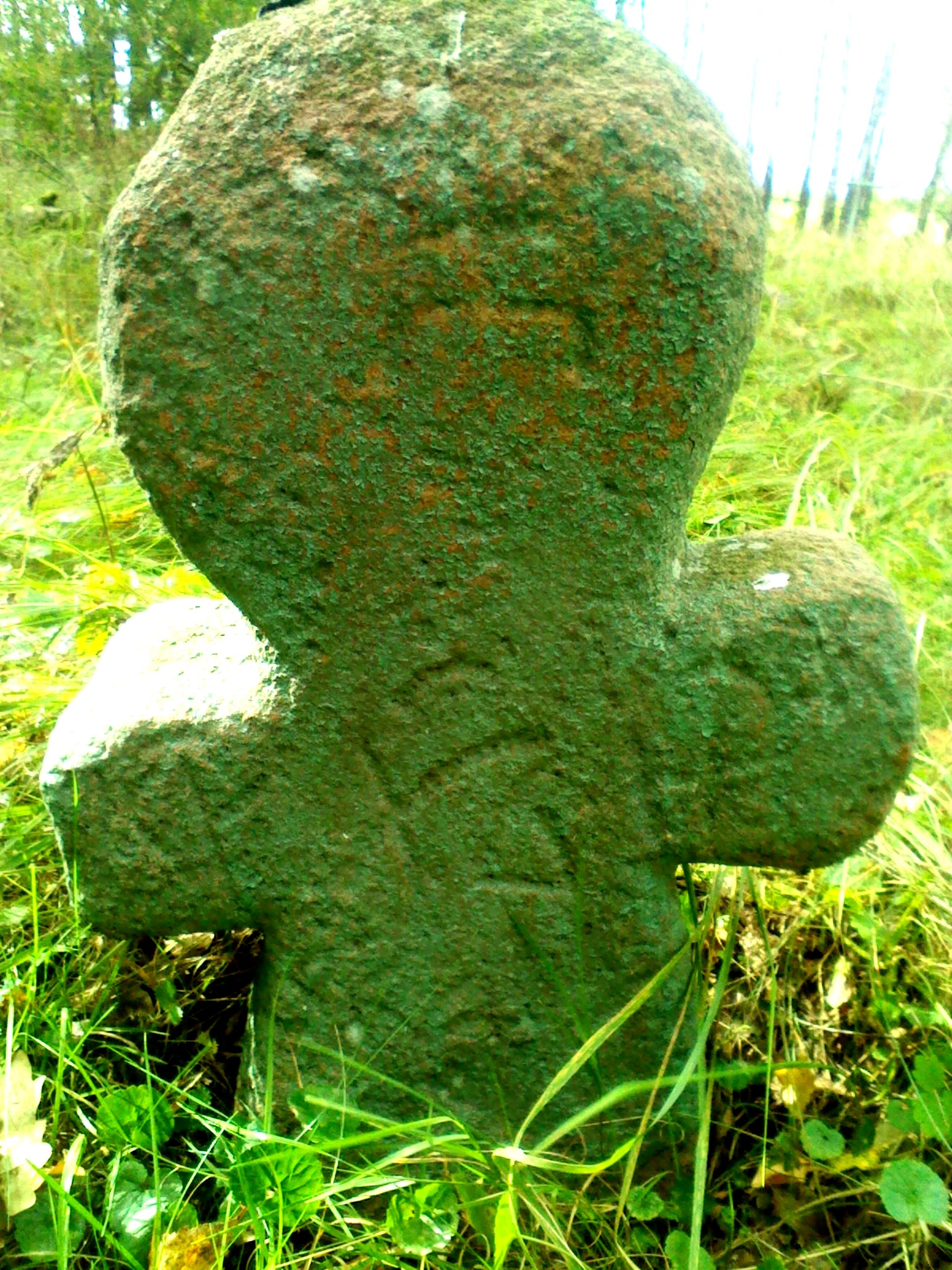
Надмогильный крест на кладбище
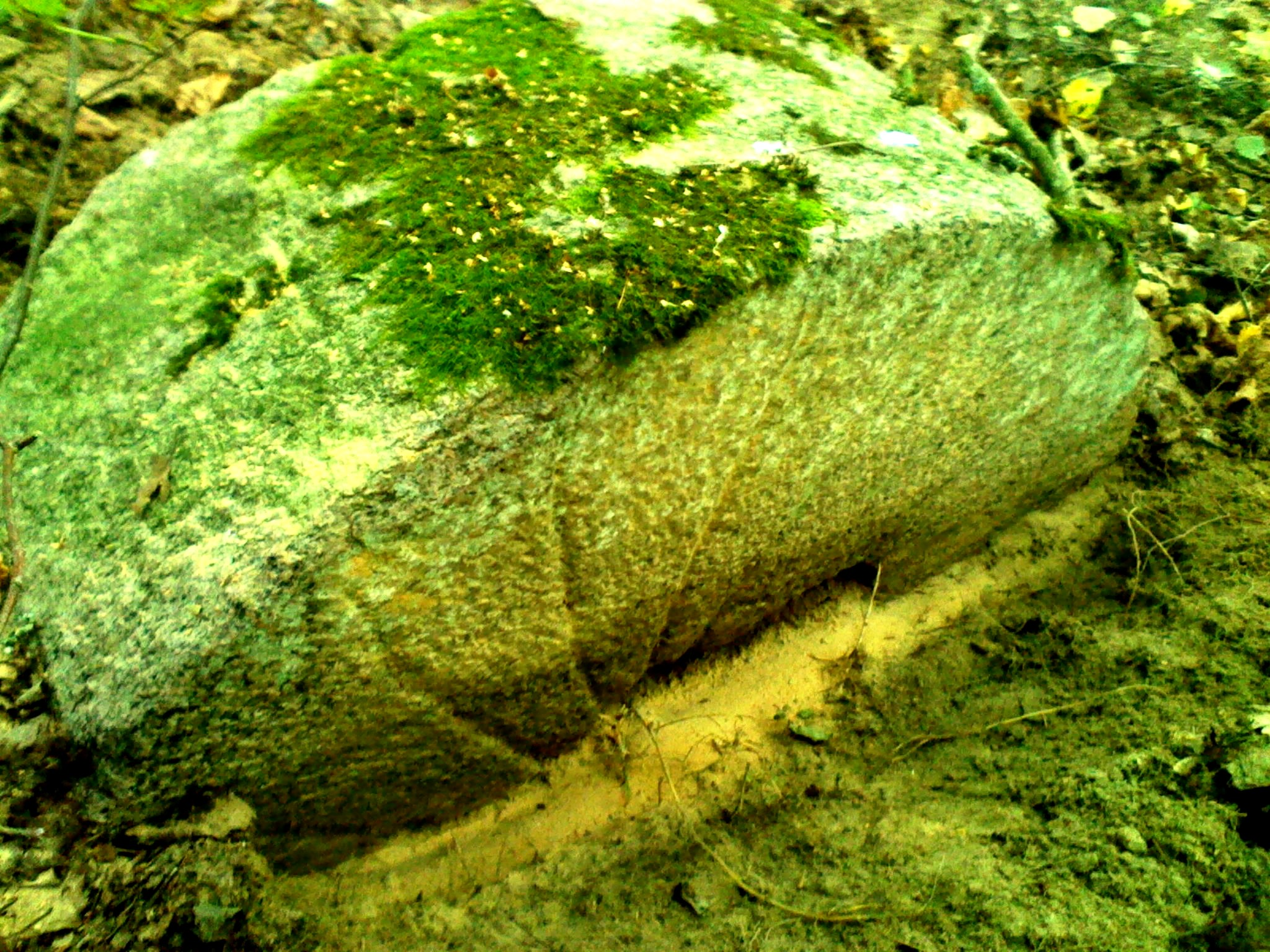
Жернов на могиле мельника
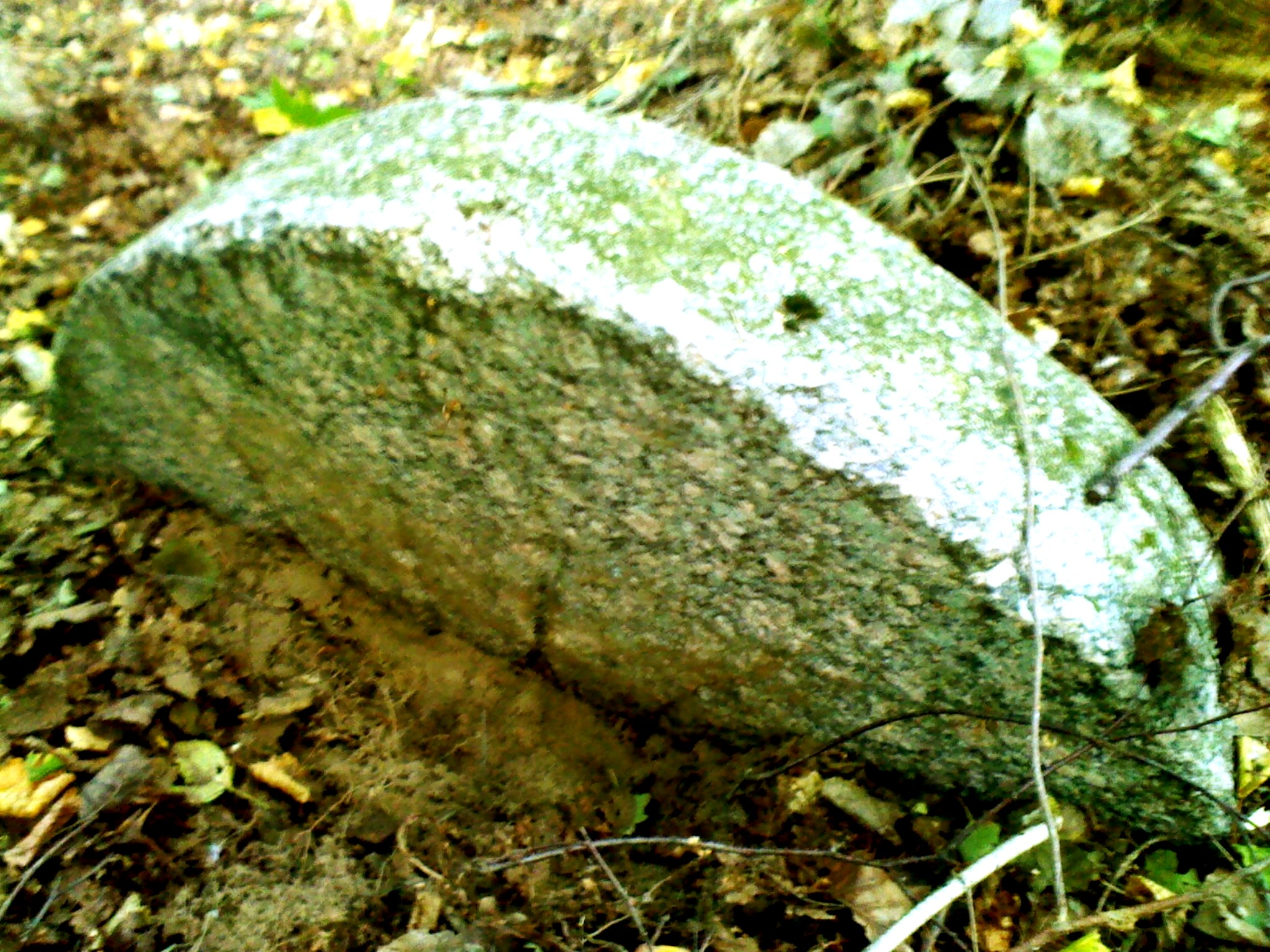
Жернов на могиле мельника